# Yukihiko Satō
Yukihiko Satō (jap. 佐藤 由紀彦, Satō Yukihiko; * 11. Mai 1976 in der Präfektur Shizuoka) ist ein ehemaliger japanischer Fußballspieler.

## Karriere
Satō erlernte das Fußballspielen in der Schulmannschaft der Shimizu Commercial High School. Seinen ersten Vertrag unterschrieb er 1995 bei Shimizu S-Pulse. Der Verein spielte in der höchsten Liga des Landes, der J1 League. 1998 wechselte er zum Zweitligisten Montedio Yamagata. Für den Verein absolvierte er 29 Spiele. 1999 wechselte er zum Ligakonkurrenten FC Tokyo. 1999 wurde er mit dem Verein Vizemeister der J2 League und stieg in die J1 League auf. Für den Verein absolvierte er 104 Spiele. 2003 wechselte er zum Ligakonkurrenten Yokohama F. Marinos. Mit dem Verein wurde er 2003 und 2004 japanischer Meister. Für den Verein absolvierte er 43 Erstligaspiele. 2005 wechselte er zum Ligakonkurrenten Shimizu S-Pulse. Für den Verein absolvierte er 12 Erstligaspiele. 2006 wechselte er zum Zweitligisten Kashiwa Reysol. 2006 wurde er mit dem Verein Vizemeister der J2 League und stieg in die J1 League auf. Für den Verein absolvierte er 41 Spiele. 2008 wechselte er zum Zweitligisten Vegalta Sendai. Für den Verein absolvierte er 27 Spiele. 2009 wechselte er zum Drittligisten V-Varen Nagasaki. 2012 wurde er mit dem Verein Meister der Japan Football League und stieg in die J2 League auf. Für den Verein absolvierte er 103 Spiele. Ende 2014 beendete er seine Karriere als Fußballspieler.

## Erfolge
Shimizu S-Pulse
- J.League Cup

Sieger: 1996
- Kaiserpokal

Finalist: 2005
Yokohama F. Marinos
- J1 League

Meister: 2003, 2004